# مارغريتا دارسي
مارغريتا روث دارسي (بالإنجليزية: Margaretta D'Arcy)‏ (وُلدت في 14 يونيو 1934 في لندن) هي ممثلة أيرلندية، وكاتبة، وكاتبة مسرحية، وناشطة.
تُعد دارسي عضوًا في أوسدانا منذ افتتاحها ومعروفة لعنونتها القومية الأيرلندية والحريات المدنية وحقوق المرأة في أعمالها.
في عام 2014، سُجنت بعد رفضها توقيع تعهد قائلةً إنها لن تتعدى على أجزاء غير عامة في مطار شانون. كان اعتقالها نتيجةً للتعدي على ممتلكات المطار خلال مظاهرة احتجاجًا على التوقفات العسكرية الأمريكية في مطار شانون.[بحاجة لمصدر]

## العائلة والحياة المسرحية
وُلدت في لندن لأم يهودية روسية وأب أيرلندي كاثوليكي. عملت دارسي في مسارح صغيرة منذ سن الخامسة عشرة، وأصبحت بعد ذلك ممثلة.
تزوجت عام 1957 بالكاتب المسرحي والمؤلف الإنجليزي جون أردن، إذ تعاونا بصورة متكررة. استقرا في غالواي وأسّسا ورشة غالواي المسرحية في عام 1976. أنجب الزوجان 5 أولاد، توفي أحدهم قبل أمه.
كتب الزوجان عددًا من الأعمال المسرحية والأعمال الارتجالية للممثلين الهواة وطلاب المسرح، بما في ذلك ذا هابي هيفين (1960) وذا وورك هاوس دونكي. كتبت دارسي وأنتجت العديد من المسرحيات، بما في ذلك ذا نون ستوب كونولي شو.
كتبت دارسي عددًا من الكتب أيضًا بما في ذلك أخبرهم كل شيء، زوايا محرجة (مع جون أردن) وقراصنة غالواي النساء: شبكة صيد عالمية.

## النشاطية
بصفتها ناشطة، انضمت دارسي إلى لجنة المئة المناهضين للأسلحة النووية، التي قادها برتراند رسل. سُجنت في سجن أرماغ في أيرلندا الشمالية، ويروي كتابها أخبرهم كل شيء قصة المدة التي قضتها في مظاهرات أرماغ والمنطقة إتش.
يروي فيلم دارسي يلو غيت وومِن عن المحاولات التي قامت بها نساء في مخيم السلام للنساء في غرينهام للتغلب على الجيشين البريطاني والأمريكي في معسكر غرينهام باستخدام قواطع الأسلاك والدعاوى القانونية. في تحدٍ للرقابة منذ عام 1987، أدارت راديو القرصنة حول المطبخ النسائي من منزلها في غالاواي.
في عام 2011، رفضت دارسي الوقوف صمتًا لمدة دقيقة لتكريم ضابط الشرطة رونان كير، الذي قُتل على يد جمهوريين معارضين، في اجتماع لأوسدانا. صرحت لوسائل الإعلام بعد ذلك بأن تصرفاتها كانت متعمدة، الأمر الذي أثار انتقادات شديدة لدعمها المزعوم للجماعات الجمهورية المسلحة في أيرلندا الشمالية.
جنبًا إلى جنب مع نيال فاريل، اعتُقلت في أكتوبر عام 2012 لتوسيع نطاق السياج المحيط بمطار شانون، احتجاجًا على استخدام المطار محطةَ توقفٍ للرحلات الجوية العسكرية الأمريكية.[بحاجة لمصدر]

## الانتماءات
- أوسدانا (عضو منذ تأسيسها)
- عضو في الرابطة العالمية لمذيعي راديو المجتمع
- عضو تنفيذي في شبكة المرأة الدولية التابعة للرابطة العالمية لمذيعي راديو المجتمع

## وصلات خارجية
- مارغريتا دارسي على موقع IMDb (الإنجليزية)
- مارغريتا دارسي على موقع الموسوعة البريطانية (الإنجليزية)

- مارغريتا دارسي في قاعدة بيانات الأفلام على الإنترنت